# Jelenino, Hạt Drawsko
Jelenino [jɛlɛˈninɔ] (trước đây là Annaberg của Đức) là một ngôi làng thuộc khu hành chính của Gmina Ostrowice, thuộc hạt Drawsko, West Pomeranian Voivodeship, ở phía tây bắc Ba Lan. Nó nằm khoảng 3 kilômét (2 mi) phía tây bắc của đà điểu, 17 km (11 mi) về phía đông bắc của Drawsko Pomorskie và 95 km (59 mi) về phía đông của thủ đô khu vực Szczecin.
Trước năm 1945, khu vực này là một phần của Đức. Đối với lịch sử của khu vực, xem Lịch sử của Pomerania.
Ngôi làng có dân số xấp xỉ 170 người.